# Aída Bueno Sarduy
Aída Bueno Sarduy (n. La Habana, Cuba) es una doctora en Antropología Social y Cultural, experta en estudios avanzados sobre Relaciones Raciales y Cultura Negra y especialista en las culturas de la diáspora africana y el liderazgo femenino en el Xangô de Recife. También es realizadora de cine documental.

## Biografía
Aída Bueno Sarduy nació en La Habana, en el seno de una familia afro-cubana. Durante su niñez y su adolescencia, estudió la flauta travesera en el Conservatorio de Música de La Habana Alejandro García Caturla. Bueno Sarduy ha vivido durante más de veinte años en España. Graduada de la Universidad Complutense de Madrid, desde 1999 se desempeña como profesora en los programas de varias universidades, entre ellas la Universidad de Nueva York, la Universidad de Boston y la Universidad Stanford en Madrid. También se desempeña como profesora invitada en los programas de CLACSO y LASA.

## Feminismo preacadémico y de pensamiento decolonial
Aída Bueno Sarduy defiende un feminismo anterior a la Academia, anterior al feminismo europeo-occidental. La antropóloga denuncia y considera inaceptable el secuestro del conocimiento de parte del poder colonial ya que ello anula las demás perspectivas como las de mujeres negras de cuarta y quinta generación descendientes de mujeres esclavizadas.
Aída Bueno Sarduy reivindica lo aprendido por las feministas negras a través de sus antepasados de madre esclavizada y bajo el régimen de las leyes de libertad de vientres.
Según Aída Bueno Sarduy, de qué le sirven a las feministas negras y afrodescendientes una ley sobre la violencia de género si el sistema sigue siendo patriarcal, si en el mundo académico los profesores hombres siguen diciendo frases machistas a sus estudiantes en la facultad. De qué sirven leyes para proteger las mujeres si en las empresas siguen las diferencias salariales y si en los tribunales una grabación oculta de un juez destapa que este trata de «zorra» a una víctima de violencia de género.

### El feminismo de barracón
El feminismo de barracón es una expresión ideada y conceptualizada por Aída Bueno Sarduy en contraposición al feminismo de Virginia Woolf y su ensayo Una habitación propia. Esta expresión para definir al feminismo de mujeres negras y afrodescendientes alude al antepasado de mujeres negras esclavizadas y a las  redes de mujeres que se organizaron en los barracones de esclavos, en las senzalas, para alimentar el cuerpo y la esperanza de libertad. Según Aída Bueno Sarduy, las feministas de barracón se definen entre otras cosas por no tener habitación propia, y por no haber tenido un marido que gane dinero y que las «proteja».

## La sexualidad a través de mitos africanos en Brasil y en Cuba
Las investigaciones de Aída Bueno Sarduy en el panteón Yoruba de Cuba y de Brasil muestran historias de antepasados divinizados con vidas sexuales diversas y con posibilidades de sexualidad más complejas que los sistemas religiosos occidentales. El placer, el deseo y la sexualidad no son percibidas como pecaminosas o inmorales en la religión yoruba, proveniente de la deportación que se hizo de esclavos desde Benín, Togo y Nigeria. Aída Bueno Sarduy ha observado como antropóloga el amplio espectro que existe en esta religión entre lo femenino y lo masculino.
En la página 146 de su tesis doctoral, Aída Bueno Sarduy trata de Oxumaré el orixá de la tierra y del cielo, de los ciclos y del movimiento, quien es hombre y mujer. Oxumaré, u Oshunmare, es seis meses hombre y seis meses mujer y en el camdomblé se le representa con todos los colores. Según la investigadora, el símbolo de Oxumaré ha sido reapropiado por la cultura LGBTQI+.

## Documentales
- 2019: Guillermina.[11]

## Tesis doctoral
- 2015: El ocaso del liderazgo sacertotal femenino en el Xangô de Recife: la ciudad de las mujeres que no será. Director: Tomás Calvo Buezas. Universidad Complutense de Madrid.[10]

## Publicaciones
- Cultos afroamericanos. Dioses, Orishas, Santería y Vudú. Editores:  José Ignacio Urquijo Valdivielso, Tomás Calvo Buezas. Ediciones Eunate, 2016. Cap. VIII: Vestidos para encantar a los dioses: sensualidad, belleza y erotismo en la Santería cubana y el Xangô de Recife, pp. 291-314. ISBN 978-84-7768-293-6.

- Encounters Between Gods and Mortals: Mitigating the Remoteness of the Divine in Afro- Brazilian Religious Ritual. Almenara: revista extremeña de ciencias sociales N.º 8, 2016. ISSN 1889-6286.

- Dressed to Charm the Gods: Sensuality, Beauty, and Eroticism in Cuban Santería and the Xangó de Recife. Afro-Hispanic Review, Volume 34, Number 1, Spring 2015, Vanderbilt University, pp. 9-24.
- Umbanda: The Power of the Fringe (review). Cuadernos Hispanoamericanos 624, junio de 2002, pp. 135-137.
- Health and Immigration: Sexually transmitted diseases in immigrant women. SOCIEDAD y UTOPÍA, Revista de Ciencias Sociales, N.º 16, noviembre del 2000, Departments of Political Science and Sociology, León XIII, pp. 291-308.